# Пак Джиль Йонг
Джиль Йонг Пак (кор. 박종길, род. 14 января 1951) — северокорейский дзюдоист, бронзовый призёр чемпионата мира, участник летних Олимпийских игр 1976 года в Монреале.

## Карьера
Выступал в тяжёлой (свыше 93 кг) и абсолютной весовых категориях. На чемпионате мира 1973 года в Вене стал бронзовым призёром.
На Олимпийских играх выступал в двух весовых категориях. В тяжёлом весе занял девятое место, а в абсолютном стал седьмым.